# 索朗达里亚
索朗达里亚 (1972年7月18日 - 2004年4月17日)是一位印度泰卢固电影以及卡纳达语、泰米尔语、印地语和马拉雅拉姆语电影女演员 。2002年，有部電影獲頒印度國家電影獎最佳故事片奖，而她正是這部電影的製片人。2004年4月17日，索朗达里亚在班加罗尔因墜機身亡。 